# Associação Recreativa e Cultural de Oleiros
A Associação Recreativa e Cultural de Oleiros é um clube português, localizado na freguesia e vila de Oleiros, concelho de Distrito de Castelo Branco, Beira Baixa.
A sua equipa competiu durante vários anos no Campeonato Distrital de Castelo Branco e ainda no Campeonato de Portugal., o clube foi mais tarde impedido de se inscrever na prova, por não cumprir os requisitos exigidos pela Federação Portuguesa de Futebol no que ás camadas jovens diz respeito.

## Palmarés
- Taça de Honra AFCB: 1 (2015/16);[3]